# Becada de l'illa del Sud
La becada de l'illa del Sud (Coenocorypha iredalei) és una espècie d'ocell de la família dels escolopàcids (Scolopacidae). En època històrica habitava algunes petites illes properes a l'illa Stewart, al sud de Nova Zelanda.

## Descripció
La becada era similar a altres becades Coenocorypha, un petit limícola (21-24 cm de longitud), gruixut i amb patrons críptics, amb barres, ratlles i taques en tons marrons que anaven del blanc beix fins a gairebé negre, amb ratlles longitudinals a la cara i la coroneta. Tenia un bec llarg, amb un coll, potes i cua curts. Les plomes exteriors de la cua eren estretes i rígides, una modificació per produir el so rugit distintiu de l'exhibició aèria nocturna "hakawai". L'espècie es diferenciava d'altres del gènere per detalls del patró i la foscor del plomatge: tenir el pit pigallat i flancs amb tons vermells i canyella.

## Distribució i extinció
La becada de l'illa del Sud està extingida. Es distribuïa per l'illa del Sud i l'illa Stewart, incloent-hi algunes illes més petites davant de l'illa Stewart. Es va extingir tant a l'illa del Sud com a l'illa Stewart després de l'ocupació de Nova Zelanda pels polinesis (els avantpassats del poble maori) i la introducció associada de rates de la Polinèsia (Rattus exulans). Va sobreviure en almenys en nou illes petites fins a finals dels segles XIX i XX, però es va anar extingint progressivament després de la introducció de rates i altres depredadors exòtics, així com del rascló Weka (Gallirallus australis), amb els últims registres procedents de les illes Big South Cape i Pukaweka a principis dels anys seixanta.
El capítol final de la història de la becada de l'illa del Sud va arribar amb la introducció accidental de rates negres (Rattus rattus) a l'illa Big South Cape, i el consegüent intent el 1964 per part del Servei de Vida Silvestre de Nova Zelanda, incloent-hi Brian Bell i Don Merton, de rescatar-la transferint individus a una illa lliure de rates. El 30 d'agost van capturar dos ocells i els van col·locar en un aviari. Tanmateix, eren difícils de cuidar a causa de la necessitat d'un subministrament continu d'aliment viu, i tots dos van morir l'1 de setembre. Des de llavors no hi ha hagut registres acceptables de l'espècie. Posteriorment, uns quaranta anys més tard, el 16 d'abril de 2005, 30 becades de les Snares (C. huegeli), considerades aleshores coespecífiques tot i ser una subespècie diferent, van ser traslladades amb èxit pel Departament de Conservació de Nova Zelanda a l'illa de Putauhinu, a només 1,5 km (0,93 milles) a l'oest de l'illa de Big South Cape i antiga llar de les becades de l'illa del Sud, després que les rates fossin erradicades allà.

## Comportament
Una de les poques persones que va fer algun tipus d'estudi de camp de la becada de l'illa del Sud va ser el naturalista Herbert Guthrie-Smith, que va informar sobre una visita de 1923 a l'illa Big South Cape al seu llibre Sorrows and Joys of a New Zealand Naturalist (1936):
"La becada comença a pondre cap a finals d'octubre i continua durant principis de novembre. Excepte que les potes són de color groc pàl·lid, s'assemblen molt a la becadell comú (Gallinago gallinago) del Vell Continent. Els sexes varien poc, el mascle és força més gros i té un plomatge força més ric. Els ocells mesuren uns dues polzades i mig d'alçada i uns sis polzades al llarg del cos. Tant el mascle com la femella seuen.
"Confien en l'amagatall, no en el vol. Tot i que eren tan dòcils en la nostra companyia, mai no s'aventuraven més enllà d'uns pocs metres de l'amagatall, i tota l'illa n'és plena d'amagatalls; observats a través de prismàtics, era evident que fora de l'amagatall no se senten còmodes. Fins i tot quan de sobte se'ls feia fora del niu amb un gest violent –i tres vegades ho vaig fer–, l'ocell pertorbat simplement sortia amb les ales completament esteses. No hi havia signes, per molt febles que fos, de capacitat o desig de volar. Sovint, durant la incubació dels ous, el bec de l'ocell assegut s'enfonsa profundament a terra a través de la tela del niu; sovint, també, al seu niu, l'ocell seu recolzant-se durant llargs períodes sobre el bec com si busqués suport.
"Un altre niu situat també a l'abric d'un coixí baix de manuka mostrava més cura en la construcció; sobre grava de granit i sorra densament coberta de punxes de dracophyllum, estava apilat un parell de polzades d'alçada amb molsa, líquens tous i trossos minúsculs de branquetes de manuka de lissom esfilagarsades. D'aquest niu, els ous, també dos en nombre i també grans en proporció a la mida del becadet, eren de color marró verdós amb taques i taques fosques distribuïdes uniformement per tota la superfície."
"Van ser unes hores delicioses observant en perfecta quietud la parella de becades comunes incubant, compartint la responsabilitat del niu. Igualment feliços van passar els dies després de les aparicions i desaparicions, les anades i vingudes dels pares dels pollets entre les tires i els coixins de manuka verda, les branques mortes planes i grises, el liquen rígid com el corall, i la Xanthorrhoea nana no més alta que l'herba real. Movent-se amb un pas curiós, vacil·lant i ondulant, sempre avançaven balancejant-se com si estiguessin equilibrats sobre molles. Normalment, el mascle, com l'escocès de fa mig segle, subjugat amb la seva dona, avança un o dos peus. Si es perden de vista, però, durant un període molt breu, la comunicació es manté entre la parella mitjançant un reclam doble, baix i ronc. Això es ho fa de tant en tant mentre la parella o el trio es desplacen irregularment, de vegades al pas, de vegades al trot, però sempre lenta o ràpidament, i si cal, poden córrer i desaparèixer com un llamp, explorant, ràpidament, amb entusiasme, decididament. LA becada es manté ben endavant després..." la manera del kiwi: una o dues passes lil·liputines, cinc o sis ràpides prospeccions del terra, una breu vacil·lació, un ensum prolongat, una prospecció més profunda i segura del sòl esponjós, una cursa ràpida com la d'un ratolí, una pausa, un avanç, una empenta cap avall del bec, de manera que avançaven. Cada petit cuc vermell, amb prou feines més gruixut que una agulla, en retirar el bec sempre es podia veure penjant de l'extrem del bec abans de ser empassat. També s'alimentaven de petits objectes semblants a crisàlides a la superfície i un cop vaig notar que la femella prenia del mascle un cuc pàl·lid d'una polzada de llarg d'un altre tipus."

## Taxonomia i etimologia
La determinació de la taxonomia de la becada Coenocorypha s'ha vist obstaculitzada per la manca de material, dades de localitats errònies, exemplars mal identificats i nomenclatura confusa. La becada de l'illa del Sud abans es considerava una subespècie de la becada de les Auckland (Coenocorypha aucklandica), però des de llavors ha estat elevada a espècie completa, amb material fòssil de l'illa del Sud que s'hi fa referència.
L'epítet específic honra l'ornitòleg Tom Iredale. El nom maori, "tutukiwi", que es pot aplicar a altres becades Coenocorypha, fa al·lusió a la suposada semblança de l'ocell amb un kiwi en miniatura.